# Carabaya (província)
Carabaya é uma província do Peru localizada na região de Puno. Sua capital é a cidade de Macusani.

## Distritos da província
- Ajoyani
- Ayapata
- Coasa
- Corani
- Crucero
- Ituata
- Macusani
- Ollachea
- San Gabán
- Usicayos